# Liste des planètes mineures (143001-144000)
Voici la liste des planètes mineures numérotées de 143001 à 144000. Les planètes mineures sont numérotées lorsque leur orbite est confirmée, ce qui peut parfois se produire longtemps après leur découverte. Elles sont classées ici par leur numéro et donc approximativement par leur date de découverte.

## Planètes mineures 143001 à 144000

### 143001-143100
| Nom                      | Désignation provisoire | Date de la découverte | Découvreur                       |
| ------------------------ | ---------------------- | --------------------- | -------------------------------- |
| (143001)                 | 2002 VO101             | 11 novembre 2002      | LINEAR                           |
| (143002)                 | 2002 VQ101             | 11 novembre 2002      | LINEAR                           |
| (143003)                 | 2002 VC102             | 11 novembre 2002      | LINEAR                           |
| (143004)                 | 2002 VD103             | 12 novembre 2002      | LINEAR                           |
| (143005)                 | 2002 VG103             | 12 novembre 2002      | LINEAR                           |
| (143006)                 | 2002 VK103             | 12 novembre 2002      | LINEAR                           |
| (143007)                 | 2002 VO103             | 12 novembre 2002      | LINEAR                           |
| (143008)                 | 2002 VQ103             | 12 novembre 2002      | LINEAR                           |
| (143009)                 | 2002 VX103             | 12 novembre 2002      | LINEAR                           |
| (143010)                 | 2002 VB104             | 12 novembre 2002      | LINEAR                           |
| (143011)                 | 2002 VJ104             | 12 novembre 2002      | LINEAR                           |
| (143012)                 | 2002 VG105             | 12 novembre 2002      | LINEAR                           |
| (143013)                 | 2002 VJ106             | 12 novembre 2002      | LINEAR                           |
| (143014)                 | 2002 VT106             | 12 novembre 2002      | LINEAR                           |
| (143015)                 | 2002 VN108             | 12 novembre 2002      | LINEAR                           |
| (143016)                 | 2002 VQ108             | 12 novembre 2002      | LINEAR                           |
| (143017)                 | 2002 VW108             | 12 novembre 2002      | LINEAR                           |
| (143018)                 | 2002 VA109             | 12 novembre 2002      | LINEAR                           |
| (143019)                 | 2002 VC109             | 12 novembre 2002      | LINEAR                           |
| (143020)                 | 2002 VF110             | 12 novembre 2002      | LINEAR                           |
| (143021)                 | 2002 VG110             | 12 novembre 2002      | LINEAR                           |
| (143022)                 | 2002 VO110             | 12 novembre 2002      | LINEAR                           |
| (143023)                 | 2002 VV110             | 13 novembre 2002      | NEAT                             |
| (143024)                 | 2002 VO112             | 13 novembre 2002      | NEAT                             |
| (143025)                 | 2002 VA113             | 13 novembre 2002      | NEAT                             |
| (143026)                 | 2002 VC114             | 13 novembre 2002      | NEAT                             |
| (143027)                 | 2002 VN114             | 13 novembre 2002      | NEAT                             |
| (143028)                 | 2002 VK115             | 11 novembre 2002      | LONEOS                           |
| (143029)                 | 2002 VZ118             | 12 novembre 2002      | LINEAR                           |
| (143030)                 | 2002 VD119             | 12 novembre 2002      | LINEAR                           |
| (143031)                 | 2002 VH119             | 12 novembre 2002      | LINEAR                           |
| (143032)                 | 2002 VO119             | 12 novembre 2002      | LINEAR                           |
| (143033)                 | 2002 VN121             | 13 novembre 2002      | LINEAR                           |
| (143034)                 | 2002 VQ121             | 13 novembre 2002      | LINEAR                           |
| (143035)                 | 2002 VS121             | 13 novembre 2002      | NEAT                             |
| (143036)                 | 2002 VT121             | 13 novembre 2002      | NEAT                             |
| (143037)                 | 2002 VU121             | 13 novembre 2002      | NEAT                             |
| (143038)                 | 2002 VE122             | 13 novembre 2002      | NEAT                             |
| (143039)                 | 2002 VF122             | 13 novembre 2002      | NEAT                             |
| (143040)                 | 2002 VX123             | 14 novembre 2002      | LINEAR                           |
| (143041)                 | 2002 VB127             | 13 novembre 2002      | NEAT                             |
| (143042)                 | 2002 VW127             | 14 novembre 2002      | NEAT                             |
| (143043)                 | 2002 VH128             | 14 novembre 2002      | LINEAR                           |
| (143044)                 | 2002 VO128             | 14 novembre 2002      | LINEAR                           |
| (143045)                 | 2002 VJ129             | 6 novembre 2002       | LINEAR                           |
| (143046)                 | 2002 VR131             | 5 novembre 2002       | Nyukasa                          |
| (143047)                 | 2002 VW131             | 5 novembre 2002       | Nyukasa                          |
| (143048) Margaretpenston | 2002 VR132             | 2 novembre 2002       | Fitzsimmons, A., Williams, I. P. |
| (143049)                 | 2002 VY134             | 7 novembre 2002       | LONEOS                           |
| (143050)                 | 2002 VM135             | 7 novembre 2002       | LINEAR                           |
| (143051)                 | 2002 WO1               | 23 novembre 2002      | NEAT                             |
| (143052)                 | 2002 WY2               | 24 novembre 2002      | Young, J. W.                     |
| (143053)                 | 2002 WG3               | 24 novembre 2002      | NEAT                             |
| (143054)                 | 2002 WH5               | 24 novembre 2002      | NEAT                             |
| (143055)                 | 2002 WQ5               | 23 novembre 2002      | NEAT                             |
| (143056)                 | 2002 WB6               | 24 novembre 2002      | NEAT                             |
| (143057)                 | 2002 WO8               | 24 novembre 2002      | NEAT                             |
| (143058)                 | 2002 WT8               | 24 novembre 2002      | NEAT                             |
| (143059)                 | 2002 WQ10              | 24 novembre 2002      | NEAT                             |
| (143060)                 | 2002 WF11              | 27 novembre 2002      | LONEOS                           |
| (143061)                 | 2002 WH11              | 23 novembre 2002      | NEAT                             |
| (143062)                 | 2002 WK11              | 26 novembre 2002      | Spacewatch                       |
| (143063)                 | 2002 WZ11              | 27 novembre 2002      | LONEOS                           |
| (143064)                 | 2002 WC12              | 27 novembre 2002      | LONEOS                           |
| (143065)                 | 2002 WF12              | 27 novembre 2002      | LONEOS                           |
| (143066)                 | 2002 WZ13              | 28 novembre 2002      | LONEOS                           |
| (143067)                 | 2002 WM14              | 28 novembre 2002      | LONEOS                           |
| (143068)                 | 2002 WC15              | 28 novembre 2002      | LONEOS                           |
| (143069)                 | 2002 WM15              | 28 novembre 2002      | LONEOS                           |
| (143070)                 | 2002 WB16              | 28 novembre 2002      | LONEOS                           |
| (143071)                 | 2002 WE16              | 28 novembre 2002      | NEAT                             |
| (143072)                 | 2002 WJ16              | 28 novembre 2002      | NEAT                             |
| (143073)                 | 2002 WD17              | 28 novembre 2002      | NEAT                             |
| (143074)                 | 2002 WK19              | 25 novembre 2002      | Hoenig, S. F.                    |
| (143075)                 | 2002 WP20              | 29 novembre 2002      | Farpoint                         |
| (143076)                 | 2002 WE21              | 24 novembre 2002      | NEAT                             |
| (143077)                 | 2002 XX1               | 1er décembre 2002     | LINEAR                           |
| (143078)                 | 2002 XM2               | 1er décembre 2002     | LINEAR                           |
| (143079)                 | 2002 XC3               | 1er décembre 2002     | LINEAR                           |
| (143080)                 | 2002 XQ3               | 2 décembre 2002       | LINEAR                           |
| (143081)                 | 2002 XC5               | 1er décembre 2002     | LINEAR                           |
| (143082)                 | 2002 XJ6               | 1er décembre 2002     | LINEAR                           |
| (143083)                 | 2002 XV6               | 1er décembre 2002     | NEAT                             |
| (143084)                 | 2002 XX6               | 1er décembre 2002     | NEAT                             |
| (143085)                 | 2002 XQ7               | 2 décembre 2002       | LINEAR                           |
| (143086)                 | 2002 XN8               | 2 décembre 2002       | LINEAR                           |
| (143087)                 | 2002 XP9               | 2 décembre 2002       | LINEAR                           |
| (143088)                 | 2002 XT9               | 2 décembre 2002       | LINEAR                           |
| (143089)                 | 2002 XZ9               | 2 décembre 2002       | LINEAR                           |
| (143090)                 | 2002 XC10              | 2 décembre 2002       | LINEAR                           |
| (143091)                 | 2002 XB13              | 3 décembre 2002       | NEAT                             |
| (143092)                 | 2002 XD13              | 3 décembre 2002       | NEAT                             |
| (143093)                 | 2002 XD14              | 5 décembre 2002       | LINEAR                           |
| (143094)                 | 2002 XA15              | 7 décembre 2002       | Yeung, W. K. Y.                  |
| (143095)                 | 2002 XB15              | 7 décembre 2002       | Yeung, W. K. Y.                  |
| (143096)                 | 2002 XJ15              | 2 décembre 2002       | LINEAR                           |
| (143097)                 | 2002 XN17              | 5 décembre 2002       | LINEAR                           |
| (143098)                 | 2002 XF18              | 5 décembre 2002       | LINEAR                           |
| (143099)                 | 2002 XW18              | 5 décembre 2002       | LINEAR                           |
| (143100)                 | 2002 XQ19              | 2 décembre 2002       | LINEAR                           |

### 143101-143200
| Nom               | Désignation provisoire | Date de la découverte | Découvreur               |
| ----------------- | ---------------------- | --------------------- | ------------------------ |
| (143101)          | 2002 XB20              | 2 décembre 2002       | LINEAR                   |
| (143102)          | 2002 XS20              | 2 décembre 2002       | LINEAR                   |
| (143103)          | 2002 XK21              | 2 décembre 2002       | LINEAR                   |
| (143104)          | 2002 XL21              | 2 décembre 2002       | LINEAR                   |
| (143105)          | 2002 XS21              | 2 décembre 2002       | LINEAR                   |
| (143106)          | 2002 XN22              | 3 décembre 2002       | NEAT                     |
| (143107)          | 2002 XU23              | 5 décembre 2002       | NEAT                     |
| (143108)          | 2002 XV23              | 5 décembre 2002       | LINEAR                   |
| (143109)          | 2002 XL24              | 5 décembre 2002       | LINEAR                   |
| (143110)          | 2002 XP24              | 5 décembre 2002       | LINEAR                   |
| (143111)          | 2002 XS24              | 5 décembre 2002       | LINEAR                   |
| (143112)          | 2002 XW24              | 5 décembre 2002       | LINEAR                   |
| (143113)          | 2002 XJ25              | 5 décembre 2002       | LINEAR                   |
| (143114)          | 2002 XK26              | 3 décembre 2002       | NEAT                     |
| (143115)          | 2002 XG27              | 5 décembre 2002       | LINEAR                   |
| (143116)          | 2002 XT27              | 5 décembre 2002       | LINEAR                   |
| (143117)          | 2002 XZ27              | 5 décembre 2002       | LINEAR                   |
| (143118)          | 2002 XJ28              | 5 décembre 2002       | LINEAR                   |
| (143119)          | 2002 XL28              | 5 décembre 2002       | LINEAR                   |
| (143120)          | 2002 XQ28              | 5 décembre 2002       | LINEAR                   |
| (143121)          | 2002 XF29              | 5 décembre 2002       | Spacewatch               |
| (143122)          | 2002 XH31              | 6 décembre 2002       | LINEAR                   |
| (143123)          | 2002 XS31              | 6 décembre 2002       | LINEAR                   |
| (143124)          | 2002 XU31              | 6 décembre 2002       | LINEAR                   |
| (143125)          | 2002 XY31              | 6 décembre 2002       | LINEAR                   |
| (143126)          | 2002 XV32              | 6 décembre 2002       | LINEAR                   |
| (143127)          | 2002 XW32              | 6 décembre 2002       | LINEAR                   |
| (143128)          | 2002 XU33              | 5 décembre 2002       | LINEAR                   |
| (143129)          | 2002 XA34              | 5 décembre 2002       | LINEAR                   |
| (143130)          | 2002 XF34              | 5 décembre 2002       | LINEAR                   |
| (143131)          | 2002 XE35              | 7 décembre 2002       | Spacewatch               |
| (143132)          | 2002 XN35              | 5 décembre 2002       | LINEAR                   |
| (143133)          | 2002 XB36              | 5 décembre 2002       | LINEAR                   |
| (143134)          | 2002 XS37              | 8 décembre 2002       | NEAT                     |
| (143135)          | 2002 XY37              | 6 décembre 2002       | LINEAR                   |
| (143136)          | 2002 XC38              | 6 décembre 2002       | LINEAR                   |
| (143137)          | 2002 XK38              | 6 décembre 2002       | LINEAR                   |
| (143138)          | 2002 XU38              | 7 décembre 2002       | LINEAR                   |
| (143139) Kučáková | 2002 XC39              | 7 décembre 2002       | Pravec, P., Kušnirák, P. |
| (143140)          | 2002 XT39              | 10 décembre 2002      | LINEAR                   |
| (143141)          | 2002 XY40              | 6 décembre 2002       | LINEAR                   |
| (143142)          | 2002 XF41              | 6 décembre 2002       | LINEAR                   |
| (143143)          | 2002 XH41              | 6 décembre 2002       | LINEAR                   |
| (143144)          | 2002 XU41              | 6 décembre 2002       | LINEAR                   |
| (143145)          | 2002 XC42              | 6 décembre 2002       | LINEAR                   |
| (143146)          | 2002 XL42              | 6 décembre 2002       | LINEAR                   |
| (143147)          | 2002 XT42              | 8 décembre 2002       | Spacewatch               |
| (143148)          | 2002 XO43              | 6 décembre 2002       | LINEAR                   |
| (143149)          | 2002 XC44              | 6 décembre 2002       | LINEAR                   |
| (143150)          | 2002 XJ45              | 10 décembre 2002      | LINEAR                   |
| (143151)          | 2002 XC46              | 10 décembre 2002      | NEAT                     |
| (143152)          | 2002 XE48              | 10 décembre 2002      | LINEAR                   |
| (143153)          | 2002 XV48              | 10 décembre 2002      | LINEAR                   |
| (143154)          | 2002 XA50              | 10 décembre 2002      | LINEAR                   |
| (143155)          | 2002 XS50              | 10 décembre 2002      | LINEAR                   |
| (143156)          | 2002 XC51              | 10 décembre 2002      | LINEAR                   |
| (143157)          | 2002 XN51              | 10 décembre 2002      | LINEAR                   |
| (143158)          | 2002 XO54              | 10 décembre 2002      | NEAT                     |
| (143159)          | 2002 XR54              | 10 décembre 2002      | NEAT                     |
| (143160)          | 2002 XP55              | 10 décembre 2002      | NEAT                     |
| (143161)          | 2002 XA56              | 8 décembre 2002       | NEAT                     |
| (143162)          | 2002 XQ57              | 10 décembre 2002      | NEAT                     |
| (143163)          | 2002 XY57              | 11 décembre 2002      | LINEAR                   |
| (143164)          | 2002 XF58              | 11 décembre 2002      | LINEAR                   |
| (143165)          | 2002 XO58              | 11 décembre 2002      | LINEAR                   |
| (143166)          | 2002 XZ59              | 10 décembre 2002      | LINEAR                   |
| (143167)          | 2002 XC60              | 10 décembre 2002      | LINEAR                   |
| (143168)          | 2002 XO62              | 11 décembre 2002      | LINEAR                   |
| (143169)          | 2002 XZ62              | 11 décembre 2002      | LINEAR                   |
| (143170)          | 2002 XJ64              | 11 décembre 2002      | LINEAR                   |
| (143171)          | 2002 XH65              | 12 décembre 2002      | LINEAR                   |
| (143172)          | 2002 XA67              | 10 décembre 2002      | Spacewatch               |
| (143173)          | 2002 XF67              | 10 décembre 2002      | NEAT                     |
| (143174)          | 2002 XD68              | 11 décembre 2002      | NEAT                     |
| (143175)          | 2002 XJ68              | 12 décembre 2002      | NEAT                     |
| (143176)          | 2002 XB73              | 11 décembre 2002      | LINEAR                   |
| (143177)          | 2002 XF73              | 11 décembre 2002      | LINEAR                   |
| (143178)          | 2002 XN73              | 11 décembre 2002      | LINEAR                   |
| (143179)          | 2002 XB74              | 11 décembre 2002      | LINEAR                   |
| (143180)          | 2002 XE75              | 11 décembre 2002      | LINEAR                   |
| (143181)          | 2002 XU75              | 11 décembre 2002      | LINEAR                   |
| (143182)          | 2002 XL76              | 11 décembre 2002      | LINEAR                   |
| (143183)          | 2002 XE77              | 11 décembre 2002      | LINEAR                   |
| (143184)          | 2002 XK77              | 11 décembre 2002      | LINEAR                   |
| (143185)          | 2002 XS77              | 11 décembre 2002      | LINEAR                   |
| (143186)          | 2002 XP78              | 11 décembre 2002      | LINEAR                   |
| (143187)          | 2002 XT78              | 11 décembre 2002      | LINEAR                   |
| (143188)          | 2002 XW78              | 11 décembre 2002      | LINEAR                   |
| (143189)          | 2002 XB79              | 11 décembre 2002      | LINEAR                   |
| (143190)          | 2002 XQ80              | 11 décembre 2002      | LINEAR                   |
| (143191)          | 2002 XO81              | 11 décembre 2002      | LINEAR                   |
| (143192)          | 2002 XB83              | 13 décembre 2002      | NEAT                     |
| (143193)          | 2002 XV83              | 13 décembre 2002      | NEAT                     |
| (143194)          | 2002 XT84              | 11 décembre 2002      | NEAT                     |
| (143195)          | 2002 XW84              | 14 décembre 2002      | LINEAR                   |
| (143196)          | 2002 XE85              | 11 décembre 2002      | LINEAR                   |
| (143197)          | 2002 XL86              | 11 décembre 2002      | LINEAR                   |
| (143198)          | 2002 XH87              | 11 décembre 2002      | LINEAR                   |
| (143199)          | 2002 XJ87              | 11 décembre 2002      | LINEAR                   |
| (143200)          | 2002 XV87              | 12 décembre 2002      | NEAT                     |

### 143201-143300
| Nom      | Désignation provisoire | Date de la découverte | Découvreur     |
| -------- | ---------------------- | --------------------- | -------------- |
| (143201) | 2002 XC88              | 12 décembre 2002      | NEAT           |
| (143202) | 2002 XS89              | 14 décembre 2002      | LINEAR         |
| (143203) | 2002 XX89              | 14 décembre 2002      | LINEAR         |
| (143204) | 2002 XF90              | 14 décembre 2002      | LINEAR         |
| (143205) | 2002 XQ92              | 5 décembre 2002       | Buie, M. W.    |
| (143206) | 2002 XS92              | 5 décembre 2002       | Buie, M. W.    |
| (143207) | 2002 XD101             | 5 décembre 2002       | LINEAR         |
| (143208) | 2002 XG101             | 5 décembre 2002       | LINEAR         |
| (143209) | 2002 XR105             | 5 décembre 2002       | LINEAR         |
| (143210) | 2002 XE107             | 5 décembre 2002       | LINEAR         |
| (143211) | 2002 XO109             | 6 décembre 2002       | LINEAR         |
| (143212) | 2002 YG                | 27 décembre 2002      | LONEOS         |
| (143213) | 2002 YS                | 27 décembre 2002      | LONEOS         |
| (143214) | 2002 YY                | 27 décembre 2002      | LONEOS         |
| (143215) | 2002 YE1               | 27 décembre 2002      | LONEOS         |
| (143216) | 2002 YP1               | 27 décembre 2002      | LONEOS         |
| (143217) | 2002 YA3               | 28 décembre 2002      | Ametlla de Mar |
| (143218) | 2002 YL3               | 27 décembre 2002      | LONEOS         |
| (143219) | 2002 YY3               | 28 décembre 2002      | LINEAR         |
| (143220) | 2002 YY4               | 28 décembre 2002      | LINEAR         |
| (143221) | 2002 YL6               | 28 décembre 2002      | LONEOS         |
| (143222) | 2002 YB10              | 31 décembre 2002      | LINEAR         |
| (143223) | 2002 YN11              | 30 décembre 2002      | LINEAR         |
| (143224) | 2002 YX12              | 31 décembre 2002      | LINEAR         |
| (143225) | 2002 YF13              | 31 décembre 2002      | LINEAR         |
| (143226) | 2002 YA16              | 31 décembre 2002      | LINEAR         |
| (143227) | 2002 YK17              | 31 décembre 2002      | LINEAR         |
| (143228) | 2002 YV17              | 31 décembre 2002      | LINEAR         |
| (143229) | 2002 YY17              | 31 décembre 2002      | LINEAR         |
| (143230) | 2002 YK18              | 31 décembre 2002      | LINEAR         |
| (143231) | 2002 YO18              | 31 décembre 2002      | LINEAR         |
| (143232) | 2002 YU19              | 31 décembre 2002      | LINEAR         |
| (143233) | 2002 YK20              | 31 décembre 2002      | LINEAR         |
| (143234) | 2002 YT20              | 31 décembre 2002      | LINEAR         |
| (143235) | 2002 YZ20              | 31 décembre 2002      | LINEAR         |
| (143236) | 2002 YA21              | 31 décembre 2002      | LINEAR         |
| (143237) | 2002 YB21              | 31 décembre 2002      | LINEAR         |
| (143238) | 2002 YF21              | 31 décembre 2002      | LINEAR         |
| (143239) | 2002 YC22              | 31 décembre 2002      | LINEAR         |
| (143240) | 2002 YC24              | 31 décembre 2002      | LINEAR         |
| (143241) | 2002 YV24              | 31 décembre 2002      | LINEAR         |
| (143242) | 2002 YM25              | 31 décembre 2002      | LINEAR         |
| (143243) | 2002 YA26              | 31 décembre 2002      | LINEAR         |
| (143244) | 2002 YJ26              | 31 décembre 2002      | LINEAR         |
| (143245) | 2002 YG27              | 31 décembre 2002      | LINEAR         |
| (143246) | 2002 YK27              | 31 décembre 2002      | LINEAR         |
| (143247) | 2002 YJ28              | 31 décembre 2002      | LINEAR         |
| (143248) | 2002 YS28              | 31 décembre 2002      | LINEAR         |
| (143249) | 2002 YP29              | 31 décembre 2002      | LINEAR         |
| (143250) | 2002 YU30              | 31 décembre 2002      | LINEAR         |
| (143251) | 2002 YY30              | 31 décembre 2002      | LINEAR         |
| (143252) | 2002 YG31              | 31 décembre 2002      | LINEAR         |
| (143253) | 2002 YL31              | 31 décembre 2002      | LINEAR         |
| (143254) | 2002 YL35              | 31 décembre 2002      | LINEAR         |
| (143255) | 2002 YV35              | 31 décembre 2002      | LINEAR         |
| (143256) | 2002 YZ35              | 31 décembre 2002      | LINEAR         |
| (143257) | 2003 AE                | 1er janvier 2003      | LINEAR         |
| (143258) | 2003 AU1               | 2 janvier 2003        | LINEAR         |
| (143259) | 2003 AO2               | 2 janvier 2003        | LINEAR         |
| (143260) | 2003 AA6               | 1er janvier 2003      | LINEAR         |
| (143261) | 2003 AB7               | 2 janvier 2003        | LINEAR         |
| (143262) | 2003 AF7               | 2 janvier 2003        | LINEAR         |
| (143263) | 2003 AQ7               | 2 janvier 2003        | LINEAR         |
| (143264) | 2003 AW9               | 4 janvier 2003        | Spacewatch     |
| (143265) | 2003 AN10              | 1er janvier 2003      | LINEAR         |
| (143266) | 2003 AF11              | 1er janvier 2003      | LINEAR         |
| (143267) | 2003 AJ11              | 1er janvier 2003      | LINEAR         |
| (143268) | 2003 AA12              | 1er janvier 2003      | LINEAR         |
| (143269) | 2003 AK12              | 1er janvier 2003      | LINEAR         |
| (143270) | 2003 AG13              | 1er janvier 2003      | LINEAR         |
| (143271) | 2003 AF14              | 2 janvier 2003        | LINEAR         |
| (143272) | 2003 AN14              | 2 janvier 2003        | LINEAR         |
| (143273) | 2003 AB15              | 2 janvier 2003        | LONEOS         |
| (143274) | 2003 AU15              | 4 janvier 2003        | LINEAR         |
| (143275) | 2003 AJ16              | 1er janvier 2003      | LINEAR         |
| (143276) | 2003 AA18              | 5 janvier 2003        | LONEOS         |
| (143277) | 2003 AG19              | 4 janvier 2003        | LONEOS         |
| (143278) | 2003 AK21              | 5 janvier 2003        | LINEAR         |
| (143279) | 2003 AW24              | 4 janvier 2003        | LINEAR         |
| (143280) | 2003 AB25              | 4 janvier 2003        | LINEAR         |
| (143281) | 2003 AJ25              | 4 janvier 2003        | LINEAR         |
| (143282) | 2003 AL25              | 4 janvier 2003        | LINEAR         |
| (143283) | 2003 AX25              | 4 janvier 2003        | LINEAR         |
| (143284) | 2003 AA26              | 4 janvier 2003        | LINEAR         |
| (143285) | 2003 AS26              | 4 janvier 2003        | LINEAR         |
| (143286) | 2003 AT29              | 4 janvier 2003        | LINEAR         |
| (143287) | 2003 AL30              | 4 janvier 2003        | LINEAR         |
| (143288) | 2003 AK33              | 5 janvier 2003        | LINEAR         |
| (143289) | 2003 AL33              | 5 janvier 2003        | LINEAR         |
| (143290) | 2003 AW33              | 5 janvier 2003        | Spacewatch     |
| (143291) | 2003 AZ33              | 5 janvier 2003        | LINEAR         |
| (143292) | 2003 AO34              | 7 janvier 2003        | LINEAR         |
| (143293) | 2003 AS34              | 7 janvier 2003        | LINEAR         |
| (143294) | 2003 AV34              | 7 janvier 2003        | LINEAR         |
| (143295) | 2003 AA35              | 7 janvier 2003        | LINEAR         |
| (143296) | 2003 AF36              | 7 janvier 2003        | LINEAR         |
| (143297) | 2003 AU37              | 7 janvier 2003        | LINEAR         |
| (143298) | 2003 AW38              | 7 janvier 2003        | LINEAR         |
| (143299) | 2003 AC39              | 7 janvier 2003        | LINEAR         |
| (143300) | 2003 AD39              | 7 janvier 2003        | LINEAR         |

### 143301-143400
| Nom      | Désignation provisoire | Date de la découverte | Découvreur                  |
| -------- | ---------------------- | --------------------- | --------------------------- |
| (143301) | 2003 AO39              | 7 janvier 2003        | LINEAR                      |
| (143302) | 2003 AZ39              | 7 janvier 2003        | LINEAR                      |
| (143303) | 2003 AF40              | 7 janvier 2003        | LINEAR                      |
| (143304) | 2003 AU40              | 7 janvier 2003        | LINEAR                      |
| (143305) | 2003 AD41              | 7 janvier 2003        | LINEAR                      |
| (143306) | 2003 AE41              | 7 janvier 2003        | LINEAR                      |
| (143307) | 2003 AK41              | 7 janvier 2003        | LINEAR                      |
| (143308) | 2003 AQ41              | 7 janvier 2003        | LINEAR                      |
| (143309) | 2003 AM42              | 7 janvier 2003        | LINEAR                      |
| (143310) | 2003 AV42              | 5 janvier 2003        | LINEAR                      |
| (143311) | 2003 AW45              | 5 janvier 2003        | LINEAR                      |
| (143312) | 2003 AB47              | 5 janvier 2003        | LINEAR                      |
| (143313) | 2003 AC47              | 5 janvier 2003        | LINEAR                      |
| (143314) | 2003 AL47              | 5 janvier 2003        | LINEAR                      |
| (143315) | 2003 AQ48              | 5 janvier 2003        | LINEAR                      |
| (143316) | 2003 AY48              | 5 janvier 2003        | LINEAR                      |
| (143317) | 2003 AS51              | 5 janvier 2003        | LINEAR                      |
| (143318) | 2003 AQ53              | 5 janvier 2003        | LINEAR                      |
| (143319) | 2003 AV54              | 5 janvier 2003        | LINEAR                      |
| (143320) | 2003 AY56              | 5 janvier 2003        | LINEAR                      |
| (143321) | 2003 AP57              | 5 janvier 2003        | LINEAR                      |
| (143322) | 2003 AV57              | 5 janvier 2003        | LINEAR                      |
| (143323) | 2003 AE58              | 5 janvier 2003        | LINEAR                      |
| (143324) | 2003 AO60              | 7 janvier 2003        | LINEAR                      |
| (143325) | 2003 AX61              | 7 janvier 2003        | LINEAR                      |
| (143326) | 2003 AL62              | 8 janvier 2003        | LINEAR                      |
| (143327) | 2003 AV63              | 8 janvier 2003        | LINEAR                      |
| (143328) | 2003 AD64              | 7 janvier 2003        | LINEAR                      |
| (143329) | 2003 AP64              | 7 janvier 2003        | LINEAR                      |
| (143330) | 2003 AL65              | 7 janvier 2003        | LINEAR                      |
| (143331) | 2003 AN65              | 7 janvier 2003        | LINEAR                      |
| (143332) | 2003 AD66              | 7 janvier 2003        | LINEAR                      |
| (143333) | 2003 AJ66              | 7 janvier 2003        | LINEAR                      |
| (143334) | 2003 AK70              | 10 janvier 2003       | LINEAR                      |
| (143335) | 2003 AA72              | 10 janvier 2003       | LINEAR                      |
| (143336) | 2003 AV73              | 10 janvier 2003       | LINEAR                      |
| (143337) | 2003 AW73              | 10 janvier 2003       | LINEAR                      |
| (143338) | 2003 AX73              | 10 janvier 2003       | LINEAR                      |
| (143339) | 2003 AZ73              | 10 janvier 2003       | LINEAR                      |
| (143340) | 2003 AC74              | 10 janvier 2003       | LINEAR                      |
| (143341) | 2003 AV75              | 10 janvier 2003       | LINEAR                      |
| (143342) | 2003 AW75              | 10 janvier 2003       | LINEAR                      |
| (143343) | 2003 AH76              | 10 janvier 2003       | LINEAR                      |
| (143344) | 2003 AT77              | 10 janvier 2003       | LINEAR                      |
| (143345) | 2003 AF78              | 10 janvier 2003       | LINEAR                      |
| (143346) | 2003 AS78              | 10 janvier 2003       | Spacewatch                  |
| (143347) | 2003 AR80              | 11 janvier 2003       | LINEAR                      |
| (143348) | 2003 AE81              | 12 janvier 2003       | LONEOS                      |
| (143349) | 2003 AG81              | 10 janvier 2003       | LINEAR                      |
| (143350) | 2003 AW81              | 12 janvier 2003       | LONEOS                      |
| (143351) | 2003 AD84              | 11 janvier 2003       | Spacewatch                  |
| (143352) | 2003 AB85              | 7 janvier 2003        | Deep Lens Survey            |
| (143353) | 2003 AP86              | 1er janvier 2003      | LINEAR                      |
| (143354) | 2003 AS87              | 1er janvier 2003      | LINEAR                      |
| (143355) | 2003 AD88              | 2 janvier 2003        | LINEAR                      |
| (143356) | 2003 AK92              | 7 janvier 2003        | LINEAR                      |
| (143357) | 2003 AS92              | 10 janvier 2003       | Goodricke-Pigott            |
| (143358) | 2003 BF                | 18 janvier 2003       | NEAT                        |
| (143359) | 2003 BV                | 24 janvier 2003       | NEAT                        |
| (143360) | 2003 BB2               | 25 janvier 2003       | LONEOS                      |
| (143361) | 2003 BP2               | 26 janvier 2003       | Spacewatch                  |
| (143362) | 2003 BC6               | 23 janvier 2003       | Uppsala-DLR Asteroid Survey |
| (143363) | 2003 BK6               | 24 janvier 2003       | NEAT                        |
| (143364) | 2003 BL6               | 24 janvier 2003       | NEAT                        |
| (143365) | 2003 BH7               | 25 janvier 2003       | LONEOS                      |
| (143366) | 2003 BL7               | 25 janvier 2003       | NEAT                        |
| (143367) | 2003 BA8               | 26 janvier 2003       | NEAT                        |
| (143368) | 2003 BT8               | 26 janvier 2003       | LONEOS                      |
| (143369) | 2003 BB9               | 26 janvier 2003       | LONEOS                      |
| (143370) | 2003 BJ9               | 26 janvier 2003       | NEAT                        |
| (143371) | 2003 BN10              | 26 janvier 2003       | LONEOS                      |
| (143372) | 2003 BB11              | 26 janvier 2003       | LONEOS                      |
| (143373) | 2003 BK12              | 26 janvier 2003       | LONEOS                      |
| (143374) | 2003 BE13              | 26 janvier 2003       | NEAT                        |
| (143375) | 2003 BG13              | 26 janvier 2003       | NEAT                        |
| (143376) | 2003 BB15              | 26 janvier 2003       | NEAT                        |
| (143377) | 2003 BD15              | 26 janvier 2003       | NEAT                        |
| (143378) | 2003 BU16              | 26 janvier 2003       | NEAT                        |
| (143379) | 2003 BA18              | 27 janvier 2003       | LINEAR                      |
| (143380) | 2003 BH19              | 26 janvier 2003       | LONEOS                      |
| (143381) | 2003 BC21              | 27 janvier 2003       | NEAT                        |
| (143382) | 2003 BT21              | 27 janvier 2003       | LONEOS                      |
| (143383) | 2003 BR24              | 25 janvier 2003       | NEAT                        |
| (143384) | 2003 BZ24              | 25 janvier 2003       | NEAT                        |
| (143385) | 2003 BR25              | 26 janvier 2003       | NEAT                        |
| (143386) | 2003 BY25              | 26 janvier 2003       | NEAT                        |
| (143387) | 2003 BG26              | 26 janvier 2003       | NEAT                        |
| (143388) | 2003 BN26              | 26 janvier 2003       | NEAT                        |
| (143389) | 2003 BK27              | 26 janvier 2003       | LONEOS                      |
| (143390) | 2003 BN27              | 26 janvier 2003       | LONEOS                      |
| (143391) | 2003 BM28              | 26 janvier 2003       | NEAT                        |
| (143392) | 2003 BT28              | 27 janvier 2003       | LONEOS                      |
| (143393) | 2003 BX28              | 27 janvier 2003       | LINEAR                      |
| (143394) | 2003 BG29              | 27 janvier 2003       | LONEOS                      |
| (143395) | 2003 BU29              | 27 janvier 2003       | LINEAR                      |
| (143396) | 2003 BP30              | 27 janvier 2003       | LINEAR                      |
| (143397) | 2003 BC32              | 27 janvier 2003       | NEAT                        |
| (143398) | 2003 BE34              | 25 janvier 2003       | Boattini, A., Scholl, H.    |
| (143399) | 2003 BU34              | 27 janvier 2003       | LONEOS                      |
| (143400) | 2003 BX34              | 27 janvier 2003       | LINEAR                      |

### 143401-143500
| Nom      | Désignation provisoire | Date de la découverte | Découvreur    |
| -------- | ---------------------- | --------------------- | ------------- |
| (143401) | 2003 BF37              | 28 janvier 2003       | Spacewatch    |
| (143402) | 2003 BL42              | 28 janvier 2003       | LINEAR        |
| (143403) | 2003 BT42              | 29 janvier 2003       | NEAT          |
| (143404) | 2003 BD44              | 30 janvier 2003       | LONEOS        |
| (143405) | 2003 BE44              | 26 janvier 2003       | NEAT          |
| (143406) | 2003 BV44              | 27 janvier 2003       | LONEOS        |
| (143407) | 2003 BJ45              | 28 janvier 2003       | NEAT          |
| (143408) | 2003 BS45              | 29 janvier 2003       | Spacewatch    |
| (143409) | 2003 BQ46              | 28 janvier 2003       | LINEAR        |
| (143410) | 2003 BJ47              | 30 janvier 2003       | LINEAR        |
| (143411) | 2003 BS48              | 26 janvier 2003       | LONEOS        |
| (143412) | 2003 BV48              | 26 janvier 2003       | Spacewatch    |
| (143413) | 2003 BF49              | 26 janvier 2003       | NEAT          |
| (143414) | 2003 BQ50              | 27 janvier 2003       | LINEAR        |
| (143415) | 2003 BF51              | 27 janvier 2003       | LINEAR        |
| (143416) | 2003 BG51              | 27 janvier 2003       | LINEAR        |
| (143417) | 2003 BN52              | 27 janvier 2003       | LINEAR        |
| (143418) | 2003 BA53              | 27 janvier 2003       | LONEOS        |
| (143419) | 2003 BQ53              | 27 janvier 2003       | LONEOS        |
| (143420) | 2003 BQ55              | 28 janvier 2003       | Spacewatch    |
| (143421) | 2003 BG56              | 28 janvier 2003       | NEAT          |
| (143422) | 2003 BJ56              | 28 janvier 2003       | NEAT          |
| (143423) | 2003 BL56              | 28 janvier 2003       | NEAT          |
| (143424) | 2003 BB57              | 27 janvier 2003       | LINEAR        |
| (143425) | 2003 BG57              | 27 janvier 2003       | LINEAR        |
| (143426) | 2003 BR57              | 27 janvier 2003       | LINEAR        |
| (143427) | 2003 BF58              | 27 janvier 2003       | LINEAR        |
| (143428) | 2003 BV58              | 27 janvier 2003       | LINEAR        |
| (143429) | 2003 BW58              | 27 janvier 2003       | LINEAR        |
| (143430) | 2003 BF60              | 27 janvier 2003       | LINEAR        |
| (143431) | 2003 BC62              | 28 janvier 2003       | NEAT          |
| (143432) | 2003 BU62              | 28 janvier 2003       | NEAT          |
| (143433) | 2003 BX62              | 28 janvier 2003       | NEAT          |
| (143434) | 2003 BY62              | 28 janvier 2003       | LINEAR        |
| (143435) | 2003 BD64              | 29 janvier 2003       | NEAT          |
| (143436) | 2003 BX66              | 30 janvier 2003       | LONEOS        |
| (143437) | 2003 BY66              | 30 janvier 2003       | LONEOS        |
| (143438) | 2003 BB67              | 30 janvier 2003       | NEAT          |
| (143439) | 2003 BM67              | 27 janvier 2003       | LONEOS        |
| (143440) | 2003 BV70              | 31 janvier 2003       | Spacewatch    |
| (143441) | 2003 BM72              | 28 janvier 2003       | NEAT          |
| (143442) | 2003 BK73              | 29 janvier 2003       | LINEAR        |
| (143443) | 2003 BV73              | 29 janvier 2003       | NEAT          |
| (143444) | 2003 BO74              | 29 janvier 2003       | NEAT          |
| (143445) | 2003 BV74              | 29 janvier 2003       | NEAT          |
| (143446) | 2003 BY75              | 29 janvier 2003       | NEAT          |
| (143447) | 2003 BO78              | 31 janvier 2003       | LINEAR        |
| (143448) | 2003 BY78              | 31 janvier 2003       | NEAT          |
| (143449) | 2003 BG79              | 31 janvier 2003       | LONEOS        |
| (143450) | 2003 BU79              | 31 janvier 2003       | LINEAR        |
| (143451) | 2003 BR80              | 31 janvier 2003       | LINEAR        |
| (143452) | 2003 BX81              | 31 janvier 2003       | LINEAR        |
| (143453) | 2003 BO82              | 31 janvier 2003       | LINEAR        |
| (143454) | 2003 BB83              | 31 janvier 2003       | LINEAR        |
| (143455) | 2003 BL83              | 31 janvier 2003       | LINEAR        |
| (143456) | 2003 BU83              | 31 janvier 2003       | LINEAR        |
| (143457) | 2003 BM85              | 31 janvier 2003       | Kessel, J. W. |
| (143458) | 2003 BF86              | 24 janvier 2003       | La Silla      |
| (143459) | 2003 BG88              | 27 janvier 2003       | LINEAR        |
| (143460) | 2003 BQ88              | 27 janvier 2003       | LINEAR        |
| (143461) | 2003 BK89              | 28 janvier 2003       | LINEAR        |
| (143462) | 2003 BN89              | 28 janvier 2003       | LINEAR        |
| (143463) | 2003 BG90              | 28 janvier 2003       | LINEAR        |
| (143464) | 2003 BB91              | 31 janvier 2003       | LINEAR        |
| (143465) | 2003 CT                | 1er février 2003      | NEAT          |
| (143466) | 2003 CW2               | 2 février 2003        | LINEAR        |
| (143467) | 2003 CH3               | 2 février 2003        | LINEAR        |
| (143468) | 2003 CP3               | 1er février 2003      | NEAT          |
| (143469) | 2003 CZ3               | 3 février 2003        | NEAT          |
| (143470) | 2003 CZ4               | 1er février 2003      | LINEAR        |
| (143471) | 2003 CT5               | 1er février 2003      | LINEAR        |
| (143472) | 2003 CJ6               | 1er février 2003      | LINEAR        |
| (143473) | 2003 CR6               | 1er février 2003      | LINEAR        |
| (143474) | 2003 CX6               | 1er février 2003      | LINEAR        |
| (143475) | 2003 CB8               | 1er février 2003      | LINEAR        |
| (143476) | 2003 CB9               | 2 février 2003        | LONEOS        |
| (143477) | 2003 CC10              | 2 février 2003        | NEAT          |
| (143478) | 2003 CJ10              | 2 février 2003        | LINEAR        |
| (143479) | 2003 CP10              | 3 février 2003        | NEAT          |
| (143480) | 2003 CU10              | 3 février 2003        | LONEOS        |
| (143481) | 2003 CB11              | 3 février 2003        | NEAT          |
| (143482) | 2003 CU12              | 2 février 2003        | NEAT          |
| (143483) | 2003 CF13              | 3 février 2003        | NEAT          |
| (143484) | 2003 CY13              | 3 février 2003        | Spacewatch    |
| (143485) | 2003 CV14              | 3 février 2003        | NEAT          |
| (143486) | 2003 CJ15              | 4 février 2003        | LONEOS        |
| (143487) | 2003 CR20              | 11 février 2003       | NEAT          |
| (143488) | 2003 CX21              | 3 février 2003        | LINEAR        |
| (143489) | 2003 DS                | 21 février 2003       | NEAT          |
| (143490) | 2003 DL3               | 22 février 2003       | NEAT          |
| (143491) | 2003 DO3               | 22 février 2003       | NEAT          |
| (143492) | 2003 DP4               | 22 février 2003       | Klet          |
| (143493) | 2003 DF5               | 19 février 2003       | NEAT          |
| (143494) | 2003 DB8               | 22 février 2003       | NEAT          |
| (143495) | 2003 DW9               | 24 février 2003       | Pauwels, T.   |
| (143496) | 2003 DU10              | 26 février 2003       | CINEOS        |
| (143497) | 2003 DB11              | 23 février 2003       | Spacewatch    |
| (143498) | 2003 DJ12              | 25 février 2003       | CINEOS        |
| (143499) | 2003 DQ12              | 26 février 2003       | CINEOS        |
| (143500) | 2003 DU13              | 25 février 2003       | NEAT          |

### 143501-143600
| Nom                | Désignation provisoire | Date de la découverte | Découvreur                   |
| ------------------ | ---------------------- | --------------------- | ---------------------------- |
| (143501)           | 2003 DY13              | 26 février 2003       | NEAT                         |
| (143502)           | 2003 DS14              | 25 février 2003       | NEAT                         |
| (143503)           | 2003 DC15              | 26 février 2003       | LINEAR                       |
| (143504)           | 2003 DL17              | 22 février 2003       | Kessel, J. W.                |
| (143505)           | 2003 DM17              | 22 février 2003       | Kessel, J. W.                |
| (143506)           | 2003 DO17              | 22 février 2003       | Kessel, J. W.                |
| (143507)           | 2003 DL20              | 22 février 2003       | NEAT                         |
| (143508)           | 2003 DJ22              | 24 février 2003       | Dellinger, J., Dillon, W. G. |
| (143509)           | 2003 EG1               | 5 mars 2003           | LINEAR                       |
| (143510)           | 2003 EN4               | 6 mars 2003           | Yeung, W. K. Y.              |
| (143511)           | 2003 EZ5               | 6 mars 2003           | LONEOS                       |
| (143512)           | 2003 ED7               | 6 mars 2003           | LONEOS                       |
| (143513)           | 2003 EH7               | 6 mars 2003           | LONEOS                       |
| (143514)           | 2003 EN8               | 6 mars 2003           | LONEOS                       |
| (143515)           | 2003 EX8               | 6 mars 2003           | LINEAR                       |
| (143516)           | 2003 EP9               | 6 mars 2003           | LONEOS                       |
| (143517)           | 2003 ES9               | 6 mars 2003           | LONEOS                       |
| (143518)           | 2003 ED10              | 6 mars 2003           | LONEOS                       |
| (143519)           | 2003 EV11              | 6 mars 2003           | LINEAR                       |
| (143520)           | 2003 EJ12              | 6 mars 2003           | LINEAR                       |
| (143521)           | 2003 EY12              | 6 mars 2003           | LINEAR                       |
| (143522)           | 2003 EG13              | 6 mars 2003           | NEAT                         |
| (143523)           | 2003 EH13              | 6 mars 2003           | NEAT                         |
| (143524)           | 2003 ET13              | 6 mars 2003           | NEAT                         |
| (143525)           | 2003 EZ14              | 7 mars 2003           | LINEAR                       |
| (143526)           | 2003 EG15              | 7 mars 2003           | LINEAR                       |
| (143527)           | 2003 EN16              | 8 mars 2003           | Spacewatch                   |
| (143528)           | 2003 ET18              | 6 mars 2003           | LONEOS                       |
| (143529)           | 2003 EU18              | 6 mars 2003           | LONEOS                       |
| (143530)           | 2003 EE19              | 6 mars 2003           | LONEOS                       |
| (143531)           | 2003 EC20              | 6 mars 2003           | LONEOS                       |
| (143532)           | 2003 EK20              | 6 mars 2003           | LONEOS                       |
| (143533)           | 2003 ER20              | 6 mars 2003           | LONEOS                       |
| (143534)           | 2003 EC21              | 6 mars 2003           | LONEOS                       |
| (143535)           | 2003 EZ22              | 6 mars 2003           | LINEAR                       |
| (143536)           | 2003 EZ23              | 6 mars 2003           | LINEAR                       |
| (143537)           | 2003 EV24              | 6 mars 2003           | LINEAR                       |
| (143538)           | 2003 EG25              | 6 mars 2003           | LONEOS                       |
| (143539)           | 2003 EN25              | 6 mars 2003           | LONEOS                       |
| (143540)           | 2003 ED27              | 6 mars 2003           | LONEOS                       |
| (143541)           | 2003 EL27              | 6 mars 2003           | LINEAR                       |
| (143542)           | 2003 EC30              | 6 mars 2003           | NEAT                         |
| (143543)           | 2003 EW30              | 6 mars 2003           | NEAT                         |
| (143544)           | 2003 EX30              | 6 mars 2003           | NEAT                         |
| (143545)           | 2003 EA31              | 6 mars 2003           | NEAT                         |
| (143546)           | 2003 EG31              | 6 mars 2003           | NEAT                         |
| (143547)           | 2003 ES31              | 7 mars 2003           | LINEAR                       |
| (143548)           | 2003 ER35              | 7 mars 2003           | LINEAR                       |
| (143549)           | 2003 EU36              | 8 mars 2003           | LONEOS                       |
| (143550)           | 2003 EC37              | 8 mars 2003           | LONEOS                       |
| (143551)           | 2003 EH37              | 8 mars 2003           | LONEOS                       |
| (143552)           | 2003 ET37              | 8 mars 2003           | LONEOS                       |
| (143553)           | 2003 EG38              | 8 mars 2003           | LONEOS                       |
| (143554)           | 2003 ED39              | 8 mars 2003           | LINEAR                       |
| (143555)           | 2003 EH39              | 8 mars 2003           | LINEAR                       |
| (143556)           | 2003 ED40              | 8 mars 2003           | Spacewatch                   |
| (143557)           | 2003 ER40              | 8 mars 2003           | LONEOS                       |
| (143558)           | 2003 ET42              | 9 mars 2003           | Spacewatch                   |
| (143559)           | 2003 ET43              | 6 mars 2003           | LINEAR                       |
| (143560)           | 2003 EV44              | 7 mars 2003           | LONEOS                       |
| (143561)           | 2003 EP45              | 7 mars 2003           | LINEAR                       |
| (143562)           | 2003 EZ45              | 7 mars 2003           | LINEAR                       |
| (143563)           | 2003 EQ46              | 8 mars 2003           | LONEOS                       |
| (143564)           | 2003 ER47              | 9 mars 2003           | LONEOS                       |
| (143565)           | 2003 EW48              | 9 mars 2003           | LINEAR                       |
| (143566)           | 2003 EP51              | 9 mars 2003           | LINEAR                       |
| (143567)           | 2003 ET51              | 10 mars 2003          | LONEOS                       |
| (143568)           | 2003 EX52              | 8 mars 2003           | LINEAR                       |
| (143569)           | 2003 EB53              | 8 mars 2003           | LONEOS                       |
| (143570)           | 2003 ER53              | 9 mars 2003           | LINEAR                       |
| (143571)           | 2003 EX57              | 9 mars 2003           | LINEAR                       |
| (143572)           | 2003 ET58              | 10 mars 2003          | LINEAR                       |
| (143573)           | 2003 EU58              | 11 mars 2003          | NEAT                         |
| (143574)           | 2003 EC59              | 11 mars 2003          | LINEAR                       |
| (143575)           | 2003 EB60              | 12 mars 2003          | Stevens, B. L.               |
| (143576)           | 2003 FS1               | 24 mars 2003          | LINEAR                       |
| (143577)           | 2003 FG2               | 23 mars 2003          | Ory, M.                      |
| (143578)           | 2003 FA5               | 24 mars 2003          | Mikuz, H., Maticic, S.       |
| (143579) Dérimiksa | 2003 FE7               | 28 mars 2003          | Sarneczky, K.                |
| (143580)           | 2003 FO9               | 21 mars 2003          | NEAT                         |
| (143581)           | 2003 FV12              | 23 mars 2003          | Spacewatch                   |
| (143582)           | 2003 FQ13              | 23 mars 2003          | Spacewatch                   |
| (143583)           | 2003 FY13              | 23 mars 2003          | Spacewatch                   |
| (143584)           | 2003 FS23              | 23 mars 2003          | Spacewatch                   |
| (143585)           | 2003 FF24              | 23 mars 2003          | Spacewatch                   |
| (143586)           | 2003 FD26              | 24 mars 2003          | Spacewatch                   |
| (143587)           | 2003 FY28              | 24 mars 2003          | NEAT                         |
| (143588)           | 2003 FN45              | 24 mars 2003          | Spacewatch                   |
| (143589)           | 2003 FJ46              | 24 mars 2003          | Spacewatch                   |
| (143590)           | 2003 FU50              | 25 mars 2003          | NEAT                         |
| (143591)           | 2003 FF51              | 25 mars 2003          | NEAT                         |
| (143592)           | 2003 FS52              | 25 mars 2003          | NEAT                         |
| (143593)           | 2003 FG61              | 26 mars 2003          | NEAT                         |
| (143594)           | 2003 FD62              | 26 mars 2003          | Spacewatch                   |
| (143595)           | 2003 FL62              | 26 mars 2003          | NEAT                         |
| (143596)           | 2003 FN62              | 26 mars 2003          | Spacewatch                   |
| (143597)           | 2003 FZ65              | 26 mars 2003          | Spacewatch                   |
| (143598)           | 2003 FV75              | 27 mars 2003          | NEAT                         |
| (143599)           | 2003 FM78              | 27 mars 2003          | Spacewatch                   |
| (143600)           | 2003 FW78              | 27 mars 2003          | LINEAR                       |

### 143601-143700
| Nom                  | Désignation provisoire | Date de la découverte | Découvreur                   |
| -------------------- | ---------------------- | --------------------- | ---------------------------- |
| (143601)             | 2003 FZ78              | 27 mars 2003          | LINEAR                       |
| (143602)             | 2003 FW81              | 27 mars 2003          | LINEAR                       |
| (143603)             | 2003 FM89              | 29 mars 2003          | LONEOS                       |
| (143604)             | 2003 FK91              | 29 mars 2003          | LONEOS                       |
| (143605)             | 2003 FP91              | 29 mars 2003          | LONEOS                       |
| (143606)             | 2003 FZ92              | 29 mars 2003          | LONEOS                       |
| (143607)             | 2003 FD94              | 29 mars 2003          | LONEOS                       |
| (143608)             | 2003 FD112             | 31 mars 2003          | LINEAR                       |
| (143609)             | 2003 FL114             | 31 mars 2003          | LINEAR                       |
| (143610)             | 2003 FA117             | 24 mars 2003          | Spacewatch                   |
| (143611)             | 2003 FP117             | 25 mars 2003          | NEAT                         |
| (143612)             | 2003 FQ120             | 24 mars 2003          | Spacewatch                   |
| (143613)             | 2003 FD121             | 25 mars 2003          | LONEOS                       |
| (143614)             | 2003 GO2               | 1er avril 2003        | LINEAR                       |
| (143615)             | 2003 GK4               | 1er avril 2003        | LINEAR                       |
| (143616)             | 2003 GA11              | 1er avril 2003        | LINEAR                       |
| (143617)             | 2003 GH12              | 1er avril 2003        | LINEAR                       |
| (143618)             | 2003 GQ28              | 7 avril 2003          | Pauwels, T.                  |
| (143619)             | 2003 GC49              | 9 avril 2003          | Spacewatch                   |
| (143620)             | 2003 GM50              | 4 avril 2003          | NEAT                         |
| (143621)             | 2003 GE55              | 4 avril 2003          | Spacewatch                   |
| (143622) Robertbloch | 2003 HG                | 22 avril 2003         | Ory, M.                      |
| (143623)             | 2003 HJ3               | 24 avril 2003         | LONEOS                       |
| (143624) 2003 HM16   | 2003 HM16              | 27 avril 2003         | LINEAR                       |
| (143625)             | 2003 HJ26              | 25 avril 2003         | LONEOS                       |
| (143626)             | 2003 HU27              | 25 avril 2003         | CINEOS                       |
| (143627)             | 2003 HJ28              | 26 avril 2003         | NEAT                         |
| (143628)             | 2003 HG31              | 26 avril 2003         | Spacewatch                   |
| (143629)             | 2003 HS32              | 29 avril 2003         | LINEAR                       |
| (143630)             | 2003 HA33              | 29 avril 2003         | LONEOS                       |
| (143631)             | 2003 HS35              | 27 avril 2003         | LINEAR                       |
| (143632)             | 2003 HA37              | 26 avril 2003         | NEAT                         |
| (143633)             | 2003 HX53              | 22 avril 2003         | Bickel, W.                   |
| (143634)             | 2003 HR54              | 24 avril 2003         | NEAT                         |
| (143635)             | 2003 HU54              | 24 avril 2003         | NEAT                         |
| (143636)             | 2003 KO19              | 30 mai 2003           | LONEOS                       |
| (143637)             | 2003 LP6               | 12 juin 2003          | LINEAR                       |
| (143638)             | 2003 MU8               | 28 juin 2003          | LINEAR                       |
| (143639)             | 2003 MK9               | 30 juin 2003          | LINEAR                       |
| (143640)             | 2003 NR4               | 5 juillet 2003        | LINEAR                       |
| (143641) Sapello     | 2003 NK5               | 5 juillet 2003        | Ryan, W. H., Martinez, C. T. |
| (143642)             | 2003 NV6               | 7 juillet 2003        | Broughton, J.                |
| (143643)             | 2003 NP7               | 7 juillet 2003        | NEAT                         |
| (143644)             | 2003 OE3               | 23 juillet 2003       | Polishook, D.                |
| (143645)             | 2003 OP4               | 22 juillet 2003       | NEAT                         |
| (143646)             | 2003 OO7               | 25 juillet 2003       | NEAT                         |
| (143647)             | 2003 OZ13              | 27 juillet 2003       | NEAT                         |
| (143648)             | 2003 QP17              | 22 août 2003          | NEAT                         |
| (143649) 2003 QQ47   | 2003 QQ47              | 24 août 2003          | LINEAR                       |
| (143650)             | 2003 QZ61              | 23 août 2003          | LINEAR                       |
| (143651) 2003 QO104  | 2003 QO104             | 31 août 2003          | NEAT                         |
| (143652)             | 2003 RW12              | 14 septembre 2003     | NEAT                         |
| (143653)             | 2003 RT13              | 15 septembre 2003     | NEAT                         |
| (143654)             | 2003 SH11              | 17 septembre 2003     | LINEAR                       |
| (143655)             | 2003 SE18              | 16 septembre 2003     | Spacewatch                   |
| (143656)             | 2003 SJ39              | 16 septembre 2003     | NEAT                         |
| (143657)             | 2003 SA45              | 16 septembre 2003     | LONEOS                       |
| (143658)             | 2003 SB45              | 16 septembre 2003     | LONEOS                       |
| (143659)             | 2003 SR55              | 16 septembre 2003     | LONEOS                       |
| (143660)             | 2003 SJ70              | 17 septembre 2003     | Spacewatch                   |
| (143661)             | 2003 SM73              | 18 septembre 2003     | Spacewatch                   |
| (143662)             | 2003 SP84              | 20 septembre 2003     | LINEAR                       |
| (143663)             | 2003 SW88              | 18 septembre 2003     | LONEOS                       |
| (143664)             | 2003 SM93              | 18 septembre 2003     | Spacewatch                   |
| (143665)             | 2003 SP98              | 19 septembre 2003     | Spacewatch                   |
| (143666)             | 2003 SR109             | 20 septembre 2003     | Spacewatch                   |
| (143667)             | 2003 SQ125             | 19 septembre 2003     | LINEAR                       |
| (143668)             | 2003 SF128             | 20 septembre 2003     | LINEAR                       |
| (143669)             | 2003 SO140             | 19 septembre 2003     | NEAT                         |
| (143670)             | 2003 SJ145             | 20 septembre 2003     | CINEOS                       |
| (143671)             | 2003 SW151             | 18 septembre 2003     | NEAT                         |
| (143672)             | 2003 SN155             | 19 septembre 2003     | LONEOS                       |
| (143673)             | 2003 SO195             | 20 septembre 2003     | NEAT                         |
| (143674)             | 2003 SB210             | 25 septembre 2003     | NEAT                         |
| (143675)             | 2003 SJ214             | 26 septembre 2003     | Yeung, W. K. Y.              |
| (143676)             | 2003 SK214             | 26 septembre 2003     | Yeung, W. K. Y.              |
| (143677)             | 2003 SW220             | 29 septembre 2003     | Yeung, W. K. Y.              |
| (143678)             | 2003 SA224             | 30 septembre 2003     | LINEAR                       |
| (143679)             | 2003 SK236             | 26 septembre 2003     | LINEAR                       |
| (143680)             | 2003 SU242             | 27 septembre 2003     | Spacewatch                   |
| (143681)             | 2003 SX255             | 27 septembre 2003     | Spacewatch                   |
| (143682)             | 2003 SQ266             | 29 septembre 2003     | LINEAR                       |
| (143683)             | 2003 SV280             | 18 septembre 2003     | NEAT                         |
| (143684)             | 2003 SS293             | 27 septembre 2003     | LINEAR                       |
| (143685) 2003 SS317  | 2003 SS317             | 25 septembre 2003     | Mauna Kea                    |
| (143686)             | 2003 TW11              | 14 octobre 2003       | LONEOS                       |
| (143687)             | 2003 TP18              | 15 octobre 2003       | LONEOS                       |
| (143688)             | 2003 TH30              | 1er octobre 2003      | Spacewatch                   |
| (143689)             | 2003 UQ9               | 19 octobre 2003       | Spacewatch                   |
| (143690)             | 2003 UK13              | 16 octobre 2003       | Spacewatch                   |
| (143691)             | 2003 UQ15              | 16 octobre 2003       | LONEOS                       |
| (143692)             | 2003 UF20              | 21 octobre 2003       | LINEAR                       |
| (143693)             | 2003 UM21              | 19 octobre 2003       | LONEOS                       |
| (143694)             | 2003 UK24              | 22 octobre 2003       | Spacewatch                   |
| (143695)             | 2003 UQ40              | 16 octobre 2003       | LONEOS                       |
| (143696)             | 2003 UU40              | 16 octobre 2003       | LONEOS                       |
| (143697)             | 2003 UP44              | 18 octobre 2003       | Spacewatch                   |
| (143698)             | 2003 UB55              | 18 octobre 2003       | NEAT                         |
| (143699)             | 2003 UN55              | 18 octobre 2003       | NEAT                         |
| (143700)             | 2003 UF57              | 26 octobre 2003       | Uppsala-DLR Asteroid Survey  |

### 143701-143800
| Nom                 | Désignation provisoire | Date de la découverte | Découvreur  |
| ------------------- | ---------------------- | --------------------- | ----------- |
| (143701)            | 2003 UV79              | 19 octobre 2003       | NEAT        |
| (143702)            | 2003 UG91              | 20 octobre 2003       | LINEAR      |
| (143703)            | 2003 UQ101             | 20 octobre 2003       | LINEAR      |
| (143704)            | 2003 UV109             | 19 octobre 2003       | NEAT        |
| (143705)            | 2003 UR115             | 20 octobre 2003       | NEAT        |
| (143706)            | 2003 UG117             | 21 octobre 2003       | LINEAR      |
| (143707) 2003 UY117 | 2003 UY117             | 22 octobre 2003       | Spacewatch  |
| (143708)            | 2003 UV126             | 20 octobre 2003       | NEAT        |
| (143709)            | 2003 UM132             | 19 octobre 2003       | NEAT        |
| (143710)            | 2003 UG134             | 20 octobre 2003       | NEAT        |
| (143711)            | 2003 UR136             | 21 octobre 2003       | LINEAR      |
| (143712)            | 2003 UD142             | 18 octobre 2003       | LONEOS      |
| (143713)            | 2003 UF143             | 18 octobre 2003       | LONEOS      |
| (143714)            | 2003 UL158             | 20 octobre 2003       | Spacewatch  |
| (143715)            | 2003 UT158             | 20 octobre 2003       | Spacewatch  |
| (143716)            | 2003 UM164             | 21 octobre 2003       | LINEAR      |
| (143717)            | 2003 UF165             | 21 octobre 2003       | NEAT        |
| (143718)            | 2003 UX167             | 22 octobre 2003       | LINEAR      |
| (143719)            | 2003 UU177             | 21 octobre 2003       | NEAT        |
| (143720)            | 2003 US182             | 21 octobre 2003       | NEAT        |
| (143721)            | 2003 UB184             | 21 octobre 2003       | NEAT        |
| (143722)            | 2003 UM188             | 22 octobre 2003       | LINEAR      |
| (143723)            | 2003 UW199             | 21 octobre 2003       | LINEAR      |
| (143724)            | 2003 UJ200             | 21 octobre 2003       | LINEAR      |
| (143725)            | 2003 UX200             | 21 octobre 2003       | LINEAR      |
| (143726)            | 2003 UG201             | 21 octobre 2003       | LINEAR      |
| (143727)            | 2003 UB204             | 21 octobre 2003       | Spacewatch  |
| (143728)            | 2003 UE206             | 22 octobre 2003       | LINEAR      |
| (143729)            | 2003 UX209             | 23 octobre 2003       | LONEOS      |
| (143730)            | 2003 UJ211             | 23 octobre 2003       | Spacewatch  |
| (143731)            | 2003 UH213             | 23 octobre 2003       | NEAT        |
| (143732)            | 2003 UD217             | 21 octobre 2003       | LINEAR      |
| (143733)            | 2003 UB220             | 21 octobre 2003       | LINEAR      |
| (143734)            | 2003 UK222             | 22 octobre 2003       | LINEAR      |
| (143735)            | 2003 US223             | 22 octobre 2003       | LINEAR      |
| (143736)            | 2003 UM226             | 22 octobre 2003       | Spacewatch  |
| (143737)            | 2003 UJ236             | 22 octobre 2003       | NEAT        |
| (143738)            | 2003 UK239             | 24 octobre 2003       | LINEAR      |
| (143739)            | 2003 UB246             | 24 octobre 2003       | LINEAR      |
| (143740)            | 2003 UF247             | 24 octobre 2003       | LINEAR      |
| (143741)            | 2003 UX248             | 25 octobre 2003       | LINEAR      |
| (143742)            | 2003 UZ250             | 25 octobre 2003       | LINEAR      |
| (143743)            | 2003 UJ253             | 27 octobre 2003       | LINEAR      |
| (143744)            | 2003 UD258             | 25 octobre 2003       | LINEAR      |
| (143745)            | 2003 UC259             | 25 octobre 2003       | LINEAR      |
| (143746)            | 2003 UD259             | 25 octobre 2003       | LINEAR      |
| (143747)            | 2003 UQ259             | 25 octobre 2003       | LINEAR      |
| (143748)            | 2003 UA262             | 26 octobre 2003       | Spacewatch  |
| (143749)            | 2003 UR266             | 28 octobre 2003       | LINEAR      |
| (143750) Shyamkumar | 2003 UJ288             | 23 octobre 2003       | Buie, M. W. |
| (143751) 2003 US292 | 2003 US292             | 24 octobre 2003       | Buie, M. W. |
| (143752)            | 2003 VJ1               | 5 novembre 2003       | LINEAR      |
| (143753)            | 2003 VN8               | 15 novembre 2003      | NEAT        |
| (143754)            | 2003 VB11              | 15 novembre 2003      | NEAT        |
| (143755)            | 2003 VG11              | 15 novembre 2003      | NEAT        |
| (143756)            | 2003 WF4               | 16 novembre 2003      | CSS         |
| (143757)            | 2003 WX5               | 18 novembre 2003      | NEAT        |
| (143758)            | 2003 WY10              | 18 novembre 2003      | NEAT        |
| (143759)            | 2003 WC11              | 18 novembre 2003      | NEAT        |
| (143760)            | 2003 WX11              | 18 novembre 2003      | NEAT        |
| (143761)            | 2003 WS22              | 16 novembre 2003      | CSS         |
| (143762)            | 2003 WJ29              | 18 novembre 2003      | Spacewatch  |
| (143763)            | 2003 WQ29              | 18 novembre 2003      | Spacewatch  |
| (143764)            | 2003 WS30              | 18 novembre 2003      | Spacewatch  |
| (143765)            | 2003 WP31              | 18 novembre 2003      | NEAT        |
| (143766)            | 2003 WZ33              | 19 novembre 2003      | Spacewatch  |
| (143767)            | 2003 WZ35              | 19 novembre 2003      | CSS         |
| (143768)            | 2003 WH36              | 19 novembre 2003      | Spacewatch  |
| (143769)            | 2003 WM37              | 19 novembre 2003      | LINEAR      |
| (143770)            | 2003 WR37              | 19 novembre 2003      | LINEAR      |
| (143771)            | 2003 WS39              | 19 novembre 2003      | Spacewatch  |
| (143772)            | 2003 WF41              | 19 novembre 2003      | Spacewatch  |
| (143773)            | 2003 WY42              | 16 novembre 2003      | CSS         |
| (143774)            | 2003 WF43              | 18 novembre 2003      | CSS         |
| (143775)            | 2003 WR57              | 18 novembre 2003      | Spacewatch  |
| (143776)            | 2003 WG59              | 18 novembre 2003      | Spacewatch  |
| (143777)            | 2003 WL66              | 19 novembre 2003      | Spacewatch  |
| (143778)            | 2003 WG67              | 19 novembre 2003      | Spacewatch  |
| (143779)            | 2003 WN67              | 19 novembre 2003      | Spacewatch  |
| (143780)            | 2003 WT67              | 19 novembre 2003      | Spacewatch  |
| (143781)            | 2003 WE68              | 19 novembre 2003      | Spacewatch  |
| (143782)            | 2003 WU68              | 19 novembre 2003      | Spacewatch  |
| (143783)            | 2003 WC74              | 20 novembre 2003      | LINEAR      |
| (143784)            | 2003 WU74              | 20 novembre 2003      | LINEAR      |
| (143785)            | 2003 WR76              | 19 novembre 2003      | Spacewatch  |
| (143786)            | 2003 WZ90              | 18 novembre 2003      | Spacewatch  |
| (143787)            | 2003 WO91              | 18 novembre 2003      | NEAT        |
| (143788)            | 2003 WL92              | 18 novembre 2003      | NEAT        |
| (143789)            | 2003 WR92              | 19 novembre 2003      | LONEOS      |
| (143790)            | 2003 WE96              | 19 novembre 2003      | LONEOS      |
| (143791)            | 2003 WT103             | 21 novembre 2003      | LINEAR      |
| (143792)            | 2003 WL104             | 21 novembre 2003      | LINEAR      |
| (143793)            | 2003 WQ104             | 21 novembre 2003      | LINEAR      |
| (143794)            | 2003 WY104             | 21 novembre 2003      | LINEAR      |
| (143795)            | 2003 WO105             | 21 novembre 2003      | LINEAR      |
| (143796)            | 2003 WP107             | 23 novembre 2003      | LINEAR      |
| (143797)            | 2003 WA112             | 20 novembre 2003      | LINEAR      |
| (143798)            | 2003 WC113             | 20 novembre 2003      | LINEAR      |
| (143799)            | 2003 WJ113             | 20 novembre 2003      | LINEAR      |
| (143800)            | 2003 WM115             | 20 novembre 2003      | LINEAR      |

### 143801-143900
| Nom      | Désignation provisoire | Date de la découverte | Découvreur  |
| -------- | ---------------------- | --------------------- | ----------- |
| (143801) | 2003 WR116             | 20 novembre 2003      | LINEAR      |
| (143802) | 2003 WV117             | 20 novembre 2003      | LINEAR      |
| (143803) | 2003 WA119             | 20 novembre 2003      | LINEAR      |
| (143804) | 2003 WE119             | 20 novembre 2003      | LINEAR      |
| (143805) | 2003 WZ122             | 20 novembre 2003      | LINEAR      |
| (143806) | 2003 WD123             | 20 novembre 2003      | LINEAR      |
| (143807) | 2003 WY126             | 20 novembre 2003      | LINEAR      |
| (143808) | 2003 WG127             | 20 novembre 2003      | LINEAR      |
| (143809) | 2003 WN127             | 20 novembre 2003      | LINEAR      |
| (143810) | 2003 WR127             | 20 novembre 2003      | LINEAR      |
| (143811) | 2003 WE130             | 21 novembre 2003      | LINEAR      |
| (143812) | 2003 WW131             | 19 novembre 2003      | LONEOS      |
| (143813) | 2003 WO136             | 21 novembre 2003      | LINEAR      |
| (143814) | 2003 WP136             | 21 novembre 2003      | LINEAR      |
| (143815) | 2003 WR136             | 21 novembre 2003      | LINEAR      |
| (143816) | 2003 WC137             | 21 novembre 2003      | LINEAR      |
| (143817) | 2003 WJ137             | 21 novembre 2003      | LINEAR      |
| (143818) | 2003 WF138             | 21 novembre 2003      | LINEAR      |
| (143819) | 2003 WJ138             | 21 novembre 2003      | LINEAR      |
| (143820) | 2003 WS139             | 21 novembre 2003      | LINEAR      |
| (143821) | 2003 WR141             | 21 novembre 2003      | LINEAR      |
| (143822) | 2003 WC142             | 21 novembre 2003      | LINEAR      |
| (143823) | 2003 WU142             | 21 novembre 2003      | LINEAR      |
| (143824) | 2003 WX145             | 21 novembre 2003      | LINEAR      |
| (143825) | 2003 WK147             | 23 novembre 2003      | Spacewatch  |
| (143826) | 2003 WH148             | 24 novembre 2003      | LONEOS      |
| (143827) | 2003 WM150             | 24 novembre 2003      | LONEOS      |
| (143828) | 2003 WP150             | 24 novembre 2003      | LONEOS      |
| (143829) | 2003 WP151             | 19 novembre 2003      | LINEAR      |
| (143830) | 2003 WV152             | 26 novembre 2003      | LINEAR      |
| (143831) | 2003 WH157             | 30 novembre 2003      | LINEAR      |
| (143832) | 2003 WQ159             | 29 novembre 2003      | CSS         |
| (143833) | 2003 WB161             | 30 novembre 2003      | Spacewatch  |
| (143834) | 2003 WV167             | 19 novembre 2003      | NEAT        |
| (143835) | 2003 WG181             | 20 novembre 2003      | LINEAR      |
| (143836) | 2003 XL1               | 1er décembre 2003     | Spacewatch  |
| (143837) | 2003 XO7               | 1er décembre 2003     | LINEAR      |
| (143838) | 2003 XT7               | 3 décembre 2003       | LINEAR      |
| (143839) | 2003 XL16              | 14 décembre 2003      | NEAT        |
| (143840) | 2003 XA18              | 14 décembre 2003      | Spacewatch  |
| (143841) | 2003 XN20              | 14 décembre 2003      | Spacewatch  |
| (143842) | 2003 XY24              | 1er décembre 2003     | LINEAR      |
| (143843) | 2003 XG36              | 3 décembre 2003       | LINEAR      |
| (143844) | 2003 XW37              | 4 décembre 2003       | LINEAR      |
| (143845) | 2003 XT38              | 4 décembre 2003       | LINEAR      |
| (143846) | 2003 YA3               | 16 décembre 2003      | LONEOS      |
| (143847) | 2003 YO4               | 17 décembre 2003      | Spacewatch  |
| (143848) | 2003 YZ5               | 16 décembre 2003      | LONEOS      |
| (143849) | 2003 YG6               | 17 décembre 2003      | LINEAR      |
| (143850) | 2003 YV6               | 17 décembre 2003      | LINEAR      |
| (143851) | 2003 YK7               | 17 décembre 2003      | NEAT        |
| (143852) | 2003 YR7               | 20 décembre 2003      | Clingan, R. |
| (143853) | 2003 YX7               | 20 décembre 2003      | LINEAR      |
| (143854) | 2003 YT8               | 19 décembre 2003      | LINEAR      |
| (143855) | 2003 YC9               | 20 décembre 2003      | LINEAR      |
| (143856) | 2003 YN10              | 17 décembre 2003      | LINEAR      |
| (143857) | 2003 YU11              | 17 décembre 2003      | LINEAR      |
| (143858) | 2003 YH12              | 17 décembre 2003      | LINEAR      |
| (143859) | 2003 YD13              | 17 décembre 2003      | LONEOS      |
| (143860) | 2003 YL13              | 17 décembre 2003      | LONEOS      |
| (143861) | 2003 YP13              | 17 décembre 2003      | CSS         |
| (143862) | 2003 YW13              | 17 décembre 2003      | CSS         |
| (143863) | 2003 YC15              | 17 décembre 2003      | LINEAR      |
| (143864) | 2003 YN15              | 17 décembre 2003      | LINEAR      |
| (143865) | 2003 YG16              | 17 décembre 2003      | LONEOS      |
| (143866) | 2003 YH16              | 17 décembre 2003      | LONEOS      |
| (143867) | 2003 YZ16              | 17 décembre 2003      | NEAT        |
| (143868) | 2003 YA18              | 16 décembre 2003      | LONEOS      |
| (143869) | 2003 YM20              | 17 décembre 2003      | Spacewatch  |
| (143870) | 2003 YO22              | 18 décembre 2003      | LINEAR      |
| (143871) | 2003 YK23              | 17 décembre 2003      | LINEAR      |
| (143872) | 2003 YU23              | 17 décembre 2003      | LONEOS      |
| (143873) | 2003 YC24              | 17 décembre 2003      | LINEAR      |
| (143874) | 2003 YO24              | 17 décembre 2003      | Spacewatch  |
| (143875) | 2003 YR24              | 17 décembre 2003      | Spacewatch  |
| (143876) | 2003 YE26              | 18 décembre 2003      | LINEAR      |
| (143877) | 2003 YF26              | 18 décembre 2003      | LINEAR      |
| (143878) | 2003 YG27              | 16 décembre 2003      | Crni Vrh    |
| (143879) | 2003 YV27              | 17 décembre 2003      | LINEAR      |
| (143880) | 2003 YZ28              | 17 décembre 2003      | NEAT        |
| (143881) | 2003 YO29              | 17 décembre 2003      | Spacewatch  |
| (143882) | 2003 YP29              | 17 décembre 2003      | Spacewatch  |
| (143883) | 2003 YB32              | 18 décembre 2003      | Spacewatch  |
| (143884) | 2003 YD34              | 17 décembre 2003      | Spacewatch  |
| (143885) | 2003 YW34              | 18 décembre 2003      | LINEAR      |
| (143886) | 2003 YE35              | 18 décembre 2003      | NEAT        |
| (143887) | 2003 YJ36              | 18 décembre 2003      | LINEAR      |
| (143888) | 2003 YL40              | 19 décembre 2003      | Spacewatch  |
| (143889) | 2003 YR40              | 19 décembre 2003      | Spacewatch  |
| (143890) | 2003 YE43              | 19 décembre 2003      | Spacewatch  |
| (143891) | 2003 YP43              | 19 décembre 2003      | LINEAR      |
| (143892) | 2003 YU43              | 19 décembre 2003      | LINEAR      |
| (143893) | 2003 YS44              | 19 décembre 2003      | Spacewatch  |
| (143894) | 2003 YT45              | 17 décembre 2003      | LINEAR      |
| (143895) | 2003 YY50              | 18 décembre 2003      | LINEAR      |
| (143896) | 2003 YN55              | 19 décembre 2003      | LINEAR      |
| (143897) | 2003 YV55              | 19 décembre 2003      | LINEAR      |
| (143898) | 2003 YG56              | 19 décembre 2003      | LINEAR      |
| (143899) | 2003 YK56              | 19 décembre 2003      | LINEAR      |
| (143900) | 2003 YJ58              | 19 décembre 2003      | LINEAR      |

### 143901-144000
| Nom                 | Désignation provisoire | Date de la découverte | Découvreur |
| ------------------- | ---------------------- | --------------------- | ---------- |
| (143901)            | 2003 YR60              | 19 décembre 2003      | Spacewatch |
| (143902)            | 2003 YR61              | 19 décembre 2003      | LINEAR     |
| (143903)            | 2003 YZ61              | 19 décembre 2003      | LINEAR     |
| (143904)            | 2003 YM62              | 19 décembre 2003      | LINEAR     |
| (143905)            | 2003 YS62              | 19 décembre 2003      | LINEAR     |
| (143906)            | 2003 YW62              | 19 décembre 2003      | LINEAR     |
| (143907)            | 2003 YV63              | 19 décembre 2003      | LINEAR     |
| (143908)            | 2003 YR65              | 19 décembre 2003      | LINEAR     |
| (143909)            | 2003 YS66              | 20 décembre 2003      | LINEAR     |
| (143910)            | 2003 YD69              | 20 décembre 2003      | LINEAR     |
| (143911)            | 2003 YJ69              | 20 décembre 2003      | LINEAR     |
| (143912)            | 2003 YN70              | 19 décembre 2003      | LINEAR     |
| (143913)            | 2003 YF74              | 18 décembre 2003      | LINEAR     |
| (143914)            | 2003 YA75              | 18 décembre 2003      | LINEAR     |
| (143915)            | 2003 YC79              | 18 décembre 2003      | LINEAR     |
| (143916)            | 2003 YE79              | 18 décembre 2003      | LINEAR     |
| (143917)            | 2003 YN79              | 18 décembre 2003      | LINEAR     |
| (143918)            | 2003 YP79              | 18 décembre 2003      | LINEAR     |
| (143919)            | 2003 YW80              | 18 décembre 2003      | LINEAR     |
| (143920)            | 2003 YF82              | 18 décembre 2003      | LINEAR     |
| (143921)            | 2003 YW85              | 19 décembre 2003      | LINEAR     |
| (143922)            | 2003 YU87              | 19 décembre 2003      | LINEAR     |
| (143923)            | 2003 YE89              | 19 décembre 2003      | LINEAR     |
| (143924)            | 2003 YH89              | 19 décembre 2003      | LINEAR     |
| (143925)            | 2003 YO89              | 19 décembre 2003      | LINEAR     |
| (143926)            | 2003 YX89              | 19 décembre 2003      | Spacewatch |
| (143927)            | 2003 YE90              | 19 décembre 2003      | Spacewatch |
| (143928)            | 2003 YU90              | 20 décembre 2003      | LINEAR     |
| (143929)            | 2003 YP91              | 20 décembre 2003      | LINEAR     |
| (143930)            | 2003 YP98              | 19 décembre 2003      | Spacewatch |
| (143931)            | 2003 YD102             | 19 décembre 2003      | LINEAR     |
| (143932)            | 2003 YF102             | 19 décembre 2003      | LINEAR     |
| (143933)            | 2003 YC104             | 21 décembre 2003      | LINEAR     |
| (143934)            | 2003 YD105             | 21 décembre 2003      | LINEAR     |
| (143935)            | 2003 YE105             | 22 décembre 2003      | LINEAR     |
| (143936)            | 2003 YR105             | 22 décembre 2003      | LINEAR     |
| (143937)            | 2003 YK106             | 22 décembre 2003      | LINEAR     |
| (143938)            | 2003 YV106             | 22 décembre 2003      | CSS        |
| (143939)            | 2003 YC107             | 22 décembre 2003      | Spacewatch |
| (143940)            | 2003 YW113             | 24 décembre 2003      | LINEAR     |
| (143941)            | 2003 YE115             | 27 décembre 2003      | LINEAR     |
| (143942)            | 2003 YF115             | 27 décembre 2003      | LINEAR     |
| (143943)            | 2003 YH115             | 27 décembre 2003      | LINEAR     |
| (143944)            | 2003 YP115             | 27 décembre 2003      | LINEAR     |
| (143945)            | 2003 YZ115             | 27 décembre 2003      | LINEAR     |
| (143946)            | 2003 YB117             | 27 décembre 2003      | LINEAR     |
| (143947)            | 2003 YQ117             | 26 décembre 2003      | NEAT       |
| (143948)            | 2003 YJ118             | 23 décembre 2003      | LINEAR     |
| (143949)            | 2003 YO119             | 27 décembre 2003      | LINEAR     |
| (143950)            | 2003 YR120             | 27 décembre 2003      | LINEAR     |
| (143951)            | 2003 YC121             | 27 décembre 2003      | LINEAR     |
| (143952)            | 2003 YL121             | 28 décembre 2003      | LINEAR     |
| (143953)            | 2003 YL122             | 27 décembre 2003      | Spacewatch |
| (143954)            | 2003 YY122             | 27 décembre 2003      | LINEAR     |
| (143955)            | 2003 YC123             | 27 décembre 2003      | LINEAR     |
| (143956)            | 2003 YL123             | 27 décembre 2003      | NEAT       |
| (143957)            | 2003 YB125             | 27 décembre 2003      | LINEAR     |
| (143958)            | 2003 YD126             | 27 décembre 2003      | LINEAR     |
| (143959)            | 2003 YG126             | 27 décembre 2003      | LINEAR     |
| (143960)            | 2003 YX126             | 27 décembre 2003      | LINEAR     |
| (143961)            | 2003 YU128             | 27 décembre 2003      | LINEAR     |
| (143962)            | 2003 YT129             | 27 décembre 2003      | LINEAR     |
| (143963)            | 2003 YA130             | 27 décembre 2003      | LINEAR     |
| (143964)            | 2003 YD130             | 27 décembre 2003      | LINEAR     |
| (143965)            | 2003 YC133             | 28 décembre 2003      | LINEAR     |
| (143966)            | 2003 YE133             | 28 décembre 2003      | LINEAR     |
| (143967)            | 2003 YR134             | 28 décembre 2003      | LINEAR     |
| (143968)            | 2003 YN136             | 17 décembre 2003      | Spacewatch |
| (143969)            | 2003 YS136             | 18 décembre 2003      | NEAT       |
| (143970)            | 2003 YJ138             | 27 décembre 2003      | LINEAR     |
| (143971)            | 2003 YV138             | 27 décembre 2003      | LINEAR     |
| (143972)            | 2003 YK142             | 28 décembre 2003      | LINEAR     |
| (143973)            | 2003 YP142             | 28 décembre 2003      | Spacewatch |
| (143974)            | 2003 YA143             | 28 décembre 2003      | LINEAR     |
| (143975)            | 2003 YP143             | 28 décembre 2003      | LINEAR     |
| (143976)            | 2003 YG144             | 28 décembre 2003      | LINEAR     |
| (143977)            | 2003 YM145             | 28 décembre 2003      | LINEAR     |
| (143978)            | 2003 YS145             | 28 décembre 2003      | LINEAR     |
| (143979)            | 2003 YF146             | 28 décembre 2003      | LINEAR     |
| (143980)            | 2003 YT148             | 29 décembre 2003      | LINEAR     |
| (143981)            | 2003 YH150             | 29 décembre 2003      | LINEAR     |
| (143982)            | 2003 YK150             | 29 décembre 2003      | LONEOS     |
| (143983)            | 2003 YE152             | 29 décembre 2003      | LINEAR     |
| (143984)            | 2003 YZ152             | 29 décembre 2003      | CSS        |
| (143985)            | 2003 YT153             | 29 décembre 2003      | CSS        |
| (143986)            | 2003 YB154             | 29 décembre 2003      | CSS        |
| (143987)            | 2003 YS154             | 29 décembre 2003      | LINEAR     |
| (143988)            | 2003 YT154             | 29 décembre 2003      | LINEAR     |
| (143989)            | 2003 YY158             | 17 décembre 2003      | LINEAR     |
| (143990)            | 2003 YN175             | 19 décembre 2003      | Spacewatch |
| (143991) 2003 YO179 | 2003 YO179             | 17 décembre 2003      | Mauna Kea  |
| (143992) 2004 AF    | 2004 AF                | 5 janvier 2004        | LINEAR     |
| (143993)            | 2004 AG2               | 13 janvier 2004       | LONEOS     |
| (143994)            | 2004 AU2               | 13 janvier 2004       | LONEOS     |
| (143995)            | 2004 AJ3               | 13 janvier 2004       | LONEOS     |
| (143996)            | 2004 AN3               | 13 janvier 2004       | LONEOS     |
| (143997)            | 2004 AU3               | 13 janvier 2004       | LONEOS     |
| (143998)            | 2004 AQ4               | 12 janvier 2004       | NEAT       |
| (143999)            | 2004 AR4               | 12 janvier 2004       | NEAT       |
| (144000)            | 2004 AV4               | 12 janvier 2004       | NEAT       |

## Sources
- (en) Base de données du Centre des planètes mineures